# Ередита (Рагуза)
Ередита је насеље у Италији у округу Рагуза, региону Сицилија.
Према процени из 2011. у насељу је живело 30 становника. Насеље се налази на надморској висини од 40 м.